# Siikaneva
Siikaneva är en sumpmark i Finland. Den ligger i Orivesi i landskapet Birkaland, i den södra delen av landet, 190 km norr om huvudstaden Helsingfors.